# KB (rapper)
KB, pseudonimo di Kevin Elijah Burgess (Saint Petersburg, 21 luglio 1988), è un rapper statunitense.

## Biografia
L'album in studio d'esordio, intitolato Weight & Glory (2012), ha raggiunto il 34º posto della Billboard 200. È stato più fortunato l'EP 100 (2014), che si è fermato in 22ª posizione della classifica.
L'anno successivo viene pubblicato Tomorrow We Live, secondo progetto in studio, disco con cui ottiene il suo miglior posizionamento nella graduatoria LP generale (18º posto). Today We Rebel (2017), invece, si è classificato 91º.

## Discografia

### Album in studio
- 2012 – Weight & Glory
- 2015 – Tomorrow We Live
- 2017 – Today We Rebel
- 2020 – His Glory Alone
- 2023 – His Glory Alone II

### EP
- 2014 – 100

### Singoli
- 2012 – Church Clap (feat. Lecrae)
- 2012 – Zone Out
- 2013 – HCB Freestyle
- 2015 – Crowns & Thorns (Oceans)
- 2015 – Drowning
- 2015 – Undefeated
- 2015 – Sideways
- 2015 – Ima Just Do It
- 2016 – Tempo
- 2017 – Monster (feat. Aha Gazelle)
- 2017 – Dnou
- 2017 – Hometeam (feat. Lecrae)
- 2017 – Not Today Satan (feat. Andy Mineo)
- 2018 – No Chains
- 2018 – Long Live the Champion (feat. Yariel & GabrielRodriguezEMC)
- 2018 – Die Rich (feat. Ray Emmanuel)
- 2019 – Dnou2
- 2019 – Hold Me Back
- 2019 – Lincoln
- 2020 – The Power (con Ty Brasel)
- 2020 – Armies
- 2020 – 10K
- 2020 – Pieces (con Seu Worship e Dan Rivera)
- 2021 – Worship in the Moshpit
- 2021 – On Point (con Steven Malcolm)
- 2021 – So Tired (feat. Bizzle & Zhalarina)
- 2022 – King Jesus (con NoBigDYL)
- 2022 – IGWT (con Jon Keith)
- 2022 – Graves (con Brandon Lake)
- 2023 – EZ
- 2023 – Wholehearted (con We Are Messengers)
- 2024 – One Day (con Limoblaze)

### Collaborazioni
- 2019 – Another Win (Swoope feat. KB)